# القاضي عبد الوهاب المالكي
القاضي عبد الوهّاب المالكي هو أبو محمد عبد الوهّاب بن نصر بن علي التغلبي البغدادي، أحد أعلام المذهب المالكي، ولد في بغداد، ونشأ بها، وتلقى العلم فيها عن أفاضل شيوخها، ووالده كان من العلماء ببغداد، وكان أخوه أديبا مشهورا.

## شيوخه
1. أبو بكر الأبهري: محمد بن عبد الله بن صالح التميمي الأبهري، سكن بغداد، كان ثقة أميناً، ورعاً فقهياً، ما كان ببغداد أجل منه، وكان إمام أصحابه في وقته، وانتهت إليه رئاسة المذهب، نشر مذهب مالك في العراق، وقد سمع منه القاضي عبد الوهّاب وحدث عنه وأجازه وقيل فيه: لم يعط أحد من العلم والرياسة ما أعطي الأبهري في عصره من الموافقين والمخالفين، له تصانيف في شرح مذهب مالك والاحتجاج له والرد على من خالفه، توفي ببغداد في شوال سنة (375هـ).[4][5]
2. أبو عبد الله ابن العسكري: الحسين بن محمد بن عبيد الله العسكري الدقاق، كان ثقة أميناً، روى عن جماعة من المحدثين، وأخذ عنه القاضي عبد الوهّاب، حدث عن نفسه أنه ولد سنة (286هـ)، توفي في شوال سنة (375هـ).[6]
3. أبو القاسم ابن الجلاب: اختلف في اسمه، والأشهر هو: أبو القاسم عبيد الله بن الحسن بن الجلاب البغدادي، شيخ المالكية الإمام الفقيه الأصولي الحافظ، تفقه على أبي بكر الأبهري وما خلف الأبهري في بغداد في المذهب مثله، تفقه به القاضي عبد الوهّاب وغيره من الأئمة له كتاب في مسائل الخلاف، وكتاب التفريع في المذهب، توفي سنة (378هـ).[7][8]
4. أبو حفص ابن شاهين: عمر بن أحمد بن عثمان البغدادي الواعظ المعروف بابن شاهين، المفسر الحافظ، سمع من علماء كثر، وكان ثقة أميناً، حدث عن نفسه انه ولد سنة (297هـ) وذكر أنه صنف ثلاثمائة وثلاثين مصنفاً، أحدها التفسير الكبير، سمع منه القاضي عبد الوهّاب، وتوفي في شهر ذي الحجة سنة (385هـ).[6]
5. أبو طاهر المخلص: محمد بن عبد الرحمن بن العباس البغدادي الذهبي المعروف بالمخلص، مسند وقته، كان شيخاً صالحاً ثقة، سمع منه القاضي عبد الوهّاب، ولد سنة (350هـ) وتوفي في شهر رمضان من سنة (393هـ).[9]
6. القاضي أبو الحسن ابن القصار: علي بن عمر بن أحمد البغدادي المعروف بابن القصار الأبهري، كان ثقة أصوليا نظاراً، شيخ المالكية في عصره، تفقه على يد أبي بكر الأبهري وغيرهن، ودرس عنده القاضي عبد الوهّاب، تولى قضاء بغداد، وله كتاب في مسائل الخلاف، لا يعرف للمالكيين كتابا في الخلاف أكبر منه، توفي سنة (397هـ).[10]
7. القاضي أبو بكر الباقلاني: محمد بن الطيب بن محمد، المعروف بالباقلاني البصري المالكي الأصولي، من أهل البصرة وسكن بغداد، كان أوحد زمانه، انتهت إليه رئاسة المالكية بالعراق في عصره، وكان أعرف الناس بالكلام، تفقه على يد أبي بكر الأبهري، ودرس عليه القاضي عبد الوهّاب الفقه والأصول والكلام وصحبه، حتى قال فيه: (والذي فتح أفواهنا، وجعلنا نتكلم أبو بكر ابن الطيب)، له مصنفات كثيرة منها كتاب التقريب والإرشاد في أصول الفقه والمقنع في أصول الفقه توفي سنة (403هـ).[11]
8. أبو الحسن ابن الصلت: أحمد بن محمد بن موسى البغدادي، المعروف بالمجبر، ولد سنة (314هـ)، كان صالحا دينا، حدث عنه القاضي عبد الوهّاب، توفي سنة (405هـ).[12]
9. أبو بكر الصياد: محمد بن أحمد بن يوسف، كان ثقة صدوقاً خيراَ شديدا، أخذ عنه القاضي عبد الوهّاب، ولد سنة (335هـ)، ومات سنة (413هـ).
10. أبو عمر الهاشمي: القاسم بن جعفر بن عبد الواحد الهاشمي، من أهل البصرة، سمع منه القاضي عبد الوهّاب، كان ثقة أميناً، ولي القضاء بالبصرة، قدم بغداد في سنة (380هـ) توفي في ذي القعدة من سنة (414هـ).
11. أبو علي ابن شاذان: هو أبو علي الحسن بن أبي بكر أحمد بن إبراهيم بن الحسن بن محمد بن شاذان البزاز، البغدادي، ولد سنة (339هـ)، أخذ عنه القاضي عبد الوهّاب، توفي رحمه سنة (425هـ).[13]

## مؤلفاته
له مؤلفات مشهورة، المطبوع منها هي:
1. الإشراف على نكت مسائل الخلاف، بتحقيق الحبيب بن طاهر - طبع في دار ابن حزم
2. المعونة على مذهب عالم المدينة، تحقيق عبد الحق حميش
3. شرح رسالة ابن أبي زيد
4. التلقين في الفقه المالكي[14]
5. الممهّد شرح مختصر أبي محمد، وهو شرح لمختصر المدونة لابن أبي زيد القيرواني، وجد منه الجزء الخامس، تحقيق عبد المجيد خلادي.
6. الملخص في أصول الفقه

## تلاميذه
تتلمذ على يد القاضي عبد الوهّاب علماء كثيرون من مختلف الأوطان والمذاهب، ومن أبرزهم:
1. أبو الفضل ابن عمروس: محمد بن عبد الله بن أحمد البغدادي، إمام فاضل، ولد سنة (372هـ)، ودرس على القاضي أبي الحسن بن القصار والقاضي عبد الوهّاب، وكان من كبار المقرئين ثقة فقيهاً أصولياً صالحاً، انتهت إليه الفتوى في الفقه على مذهب مالك في زمانه ببغداد، له تعليق حسن مشهور في الخلاف مقدمة حسنة في أصول الفقه، توفي في أول محرم سنة (452هـ).
2. أبو القاسم عبد الواحد بن علي بن بهران العكبري الجيزي النحوي: من مالكية مصر، ومن أصحاب القاضي عبد الوهّاب الذين أخذوا عنه، صاحب التصانيف، كان مطلعاً بعلوم كثيرة، منها النحو واللغة والنسب وأيام العرب، وله كتاب في أصول الفقه، مات سنة (456هـ).
3. القاضي ابن شماخ الغافقي: أبو عبد الله محمد بن الحسن بن شماخ الأندلسي، من أهل العلم والفضل، رحل من الأندلس ولقي القاضي عبد الوهّاب بمصر، وحمل عنه جميع تآليفه، وهو أول من أدخلها المغرب والأندلس وعنه أخذها العلماء هناك، توفي سنة (459هـ).
4. الخطيب البغدادي: أبو بكر أحمد بن علي الحافظ، أحد الأئمة الأعلام المفتي الحافظ الناقد محدث الوقت، ولد سنة (392هـ)، كان متحرياً حجة حسن الخط كثير الضبط فصيحاً، خاتمة الحفاظ، صاحب تصانيف مشهورة، سمع الحديث من القاضي عبد الوهّاب، قال في ذلك: «كتبت عنه، ولم نلق من المالكيين أحداً أفقه منه»، توفي سنة (463هـ)
5. أبو محمد عبد الحق بن محمد بن هارون السهمي القرشي الصقلي: الإمام الفقيه الحافظ النظار، تفقه بشيوخ القيروان، ولقي القاضي عبد الوهّاب في الحج وسمع منه وحج عدة مرات وناظر بمكة أبا المعالي إمام الحرمين وباحثه، وهو موصوف بالذكاء وحسن التصنيف، له كتاب «النكت» و«الفروق لمسائل المدونة» و«تهذيب الطالب» توفي بالإسكندرية سنة (466هـ).
6. أبو محمد الكتاني: عبد العزيز بن أحمد التميمي الكتاني الدمشقي الحافظ، رحل إلى العراق والجزيرة سنة (417هـ)، وأخذ عن القاضي عبد الوهّاب، وتوفي سنة (466هـ).
7. أبو إسحاق الشيرازي: إبراهيم بن علي بن يوسف الشافعي، ولد بفيروزآباد قرية من قرى شيراز سنة (393هـ) دخل بغداد وله اثنتان وعشرون سنة فاستوطنها، سمع من القاضي عبد الوهّاب، وهو إمام الشافعية في زمانه، وأفصحهم وأورعهم، وأكثرهم تواضعاً، وصنف في الأصول والفروع والخلاف كتباً أضحت للدنيا أنجماً وشهباً منها: «المهذب» و«التبصرة في أصول الفقه» و«اللمع في أصول الفقه» وغير ذلك، توفي سنة (476هـ).
8. أبو طاهر بن أبي الصقر الأنباري: محمد بن أحمد بن محمد اللخمي، أخذ عن القاضي عبد الوهّاب، توفي سنة (476هـ).
9. أبو الفضل الدمشقي: هو مسلم بن علي بن عبد الله، يعرف بغلام عبد الوهّاب، لطول صحبته وخدمته له، سمع منه الحديث وتفقه عليه، له كتاب «الفروق الفقهية»، حدث عنه كثير من الناس، لم تذكر له كتب التأريخ والتراجم تأريخ الوفاة.
10. أبو العباس الدمشقي: أحمد بن منصور بن محمد الغساني تفقه بالقاضي عبد الوهّاب وروى عنه، كان فقيهاً على مذهب مالك، لم يذكر من ترجم له سنة وفاة.

## ثناء العلماء عليه
لقد كان للقاضي عبد الوهّاب الاثر الكبير في المذهب المالكي، وإذا أطلق لقب القاضي عند المالكية، فانما يقصدونه هو.
وقد أكثر متأخرو المالكية من النقل عنه واعتماد ترجيحاته في المذهب

## من شعره
قوله وقد ضاقت به الحال في بغداد :
وقوله:
ومنه أيضا:

## وفاته
توفي سنة 422 هـ، في مصر بعد أن رحل عن بغداد سنة 419هـ